# Programmerbart logiskt styrsystem

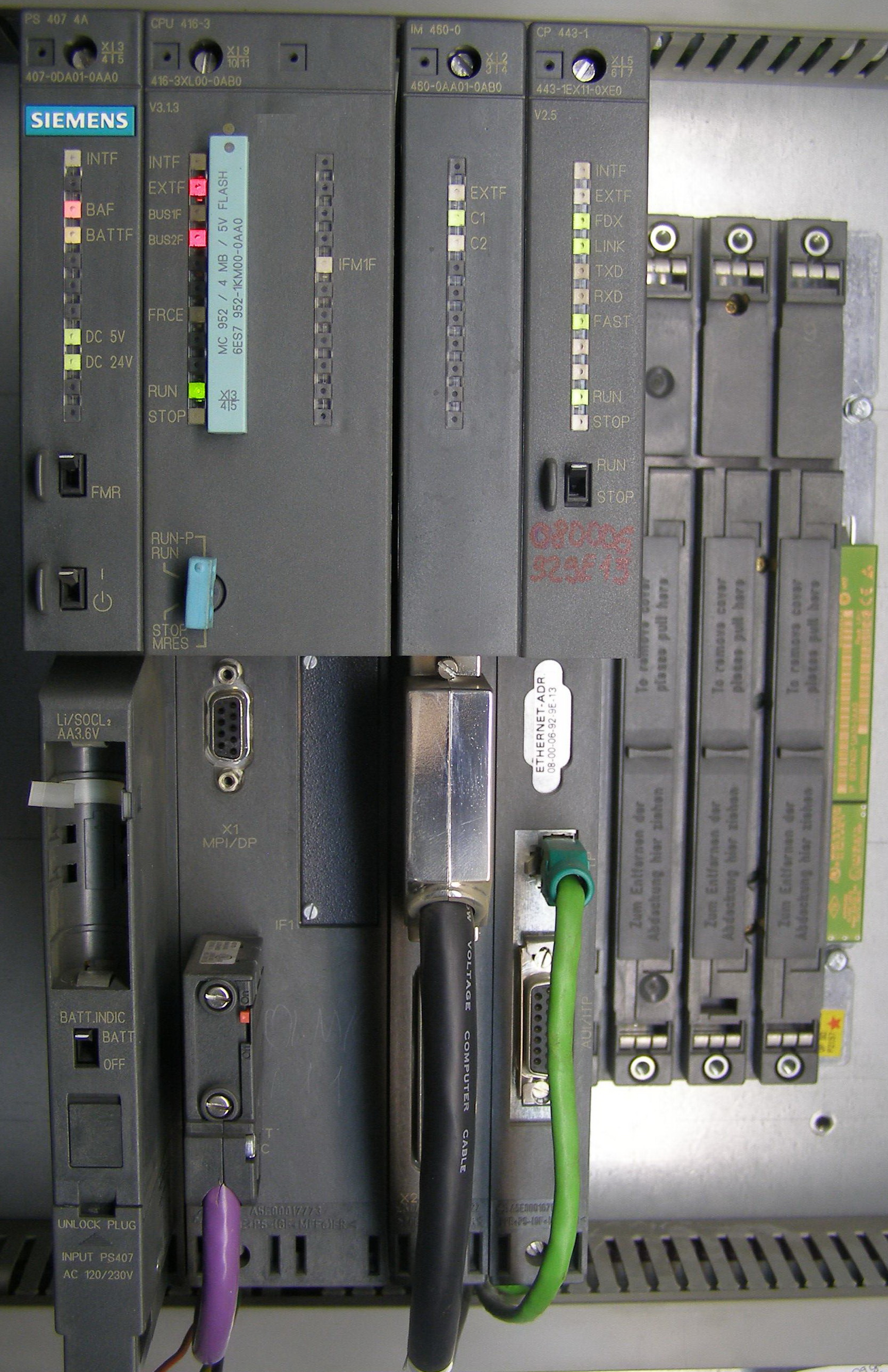
Siemens Simatic S7-400 styrsystem.

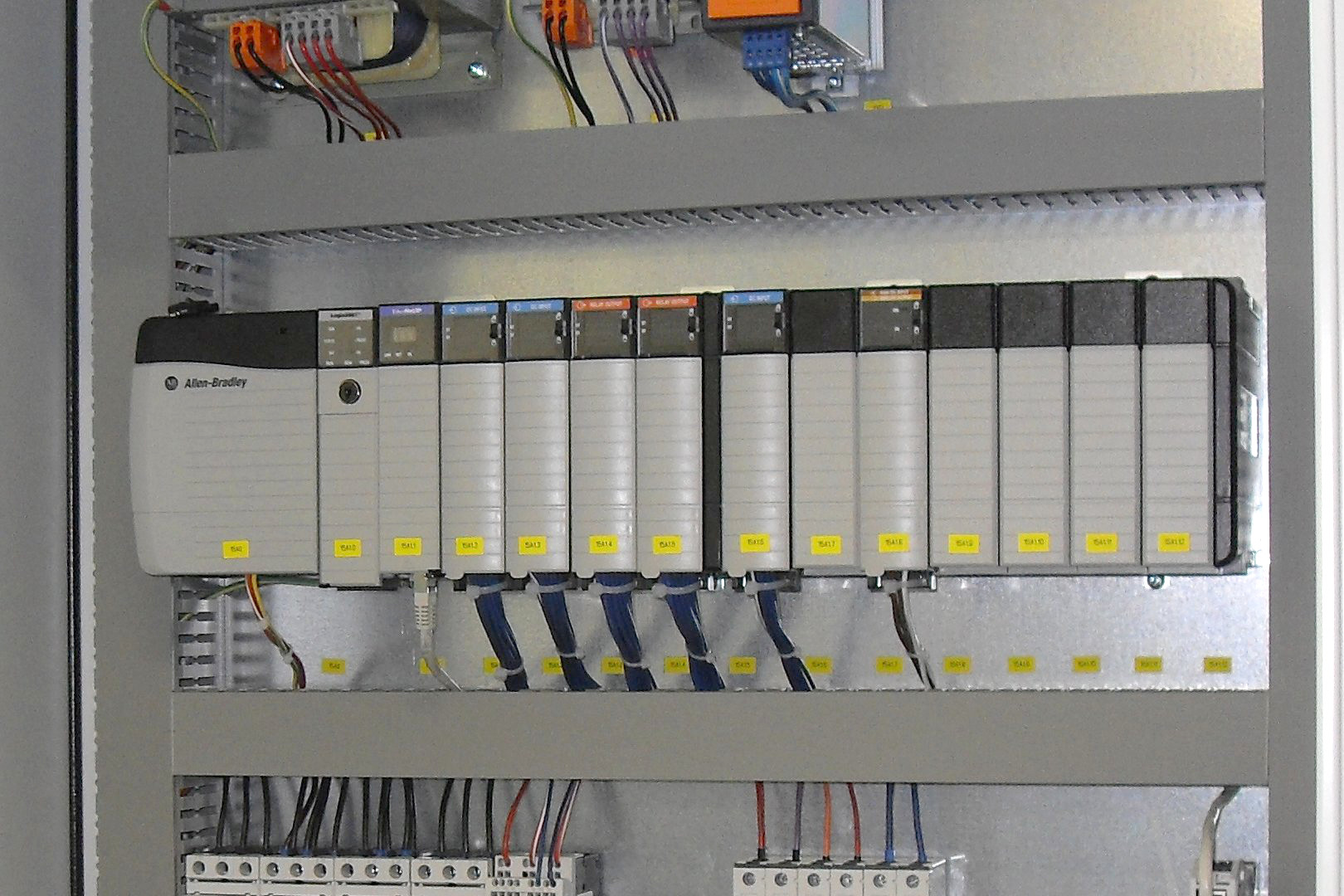
Allen Bradley styrsystem.

PLC (av engelska programmable logic controller) eller programmerbart logiskt styrsystem är ett slags dator som främst används inom automation, till exempel för att styra en montagelinje, ett vattenkraftverk eller åkattraktioner på ett nöjesfält.
En PLC är ofta kopplad till någon form av operatörsgränssnitt, det kan vara enkla knappar, en operatörspanel, ett HMI-program eller ett SCADA-system.
De vanligaste språken att programmera PLC med har standardiserats i IEC-61131-3.

## Beståndsdelar
- Processor – jämför ingångarna med PLC-programmet och sätter utgångsstatus.
- Minne – ofta icke-flyktigt eller batterimatat.
- Ingångar – tar emot elektriska signaler utifrån, exempelvis från en strömställare eller en gränslägesbrytare.
- Utgångar – sänder ut elektriska signaler, exempelvis för att dra en kontaktor eller tända en lampa.

## Arbetssätt
Under ett programvarv läses först hårdvaruingångarna av, statusen på ingångarna jämförs sedan med ett inskrivet program. Efter jämförelsen ställs utgångarnas status så att de överensstämmer med programmet. En PLC har även utrymme att lagra information, som till exempel bitar eller ord, och även dessa tas med i jämförelsen.

## Övrigt
Det finns även mjukvaru-PLC (engelska soft-PLC) som detta består av programvara som installeras i en vanlig persondator så att den kan agera PLC. In- och utsignaler (I/O) kan skickas via ethernet, ett instickskort eller någon av datorns ordinarie portar, till exempel parallellporten (skrivarporten). En mellanvariant är att PLC-funktionen sitter på ett separat instickskort i datorn. Då går in- och utsignaler vanligtvis via en fältbuss. 